# Parasphaerichthys ocellatus
Parasphaerichthys ocellatus is een straalvinnige vissensoort uit de familie van de echte goerami's (Osphronemidae). De wetenschappelijke naam van de soort is voor het eerst geldig gepubliceerd in 1929 door Prashad & Mukerji.